# Being Erica
Being Erica è una serie televisiva canadese di genere commedia-drammatico. La serie ha debuttato il 5 gennaio 2009 sul canale canadese CBC, il quale ne ha prodotto quattro stagioni prima di decidere di chiuderla.
In Italia la prima stagione è stata trasmessa in anteprima sul canale pay Mya dal 15 gennaio 2011; ha debuttato in chiaro il 18 aprile 2011 su Rai 4, canale che ha poi trasmesso anche le successive stagioni.

## Trama
Erica Strange, la protagonista, è una trentaduenne di Toronto (Canada) che in un momento di depressione, causata dai molti rimpianti riguardanti scelte sbagliate effettuate nella vita, viene ricoverata d'urgenza in ospedale per uno shock anafilattico; risvegliatasi le si presenta un medico, il dottor Tom, il quale le si proporrà come terapeuta per risolvere i suoi problemi psicologici. Questo incontro le rivoluzionerà la vita poiché il dottor Tom è un terapeuta molto "speciale": Erica accetterà di sottoporsi alla terapia, scoprendo immediatamente che il dottor Tom ha la capacità di mandarla indietro nel tempo, per tornare a rivivere i momenti in cui lei ritiene di non avere preso le decisioni giuste ed avuto il giusto atteggiamento, allo scopo di trarre da ciò delle lezioni di vita in grado di migliorare la sua esistenza attuale.

## Episodi
| Stagione         | Episodi | Prima TV originale | Prima TV Italia |
| ---------------- | ------- | ------------------ | --------------- |
| Prima stagione   | 13      | 2009               | 2011            |
| Seconda stagione | 12      | 2009               | 2011            |
| Terza stagione   | 13      | 2010               | 2011            |
| Quarta stagione  | 11      | 2011               | 2012            |

## Personaggi e interpreti
- Erica Strange, interpretata da Erin Karpluk, doppiata da Domitilla D'Amico.
Nella prima serie ha trentadue anni; è single, ebrea ed ha seguito un percorso di studi universitari d'eccellenza; il che non le è d'aiuto perché in quasi tutti i posti di lavoro viene ritenuta troppo qualificata, dal momento che possiede una laurea e un master in letteratura inglese. Crede che le scelte che ha fatto nel corso della sua vita abbiano influito negativamente il suo presente, rendendola un completo fallimento. Erica ha compilato alla presenza del dottore un lungo elenco di “rimpianti”, cioè momenti del proprio passato durante i quali si comporterebbe diversamente perché è convinta di avere sbagliato in ognuna di queste occasioni; è da questa lista che il dottor Tom parte per farle rivivere le stesse situazioni con il senno di poi. Scopo della terapia è fare sì che poco per volta Erica trovi la propria tranquillità e la propria ragione di stare al mondo. Ciò che soprattutto le manca è un uomo che condivida le sue giornate, forse perché con il tempo si è fatta troppo esigente, forse perché ha una tremenda paura di farsi del male se si innamora non ricambiata. Nel corso delle prime due stagioni, Erica questo trova finalmente l'amore, e viene promossa a junior editor presso River Rock Publishing, una casa editoriale dov'è assunta nel corso della prima serie. Durante la terza stagione, con l'ex collega Julianne Giacomelli apre una nuova casa editrice, la “50/50”, e diventano buone amiche con il susseguirsi degli episodi. Dopo aver scritto racconti per tutta la vita, Erica aspira a scrivere un romanzo. Alla fine della terza serie, Erica supera a pieni voti il test del Dottor Tom che segna la fine della terapia di gruppo e ciò la fa diventare un medico tirocinante. Il penultimo episodio della quarta serie si conclude con Erica che cammina lungo una strada a Toronto in cerca di qualcuno a cui dare il suo biglietto da visita in modo che possa diventare il suo primo paziente.

- Dottor Tom Wexlar, interpretato da Michael Riley, doppiato da Francesco Prando.
È lo strano terapeuta di Erica, senza studio fisso: o per lo meno, non ha un indirizzo al quale è raggiungibile, perché a Erica basta aprire una porta qualsiasi (un bagno, un ascensore, una stanza) per ritrovarsi nel suo ufficio, pieno di disordine e di libri su tutte le pareti. Nella seconda serie si comincia a scoprire qualcosa sul suo passato: aveva un lavoro prestigioso, ma è stato lasciato a casa perché entrato in crisi personale dopo la separazione dalla moglie e la fuga da casa della figlia Sarah. È giunto anche a un passo dal suicidio. La sua terapia consiste nel far rivivere a Erica situazioni critiche del suo passato, ma con la consapevolezza dell'età attuale. Ha l'abitudine di usare citazioni celebri, alle quali aggiunge anche l'autore.

- Samantha Strange, interpretata da Joanna Douglas, doppiata da Francesca Manicone.
Sorella minore di Erica, praticamente da sempre fidanzata con Josh che sposerà malgrado i propri dubbi e il parere contrario della sorella; durante una delle sue incursioni nel passato, Josh ha infatti confessato a Erica di amare lei e non Samantha. Nella seconda serie Josh viene promosso e destinato alla sede di Londra della società per cui lavora.

- Ethan Wakefield, interpretato da Tyron Leitso, doppiato da Francesco Pezzulli.
È sempre stato il migliore amico di Erica fino dai tempi dell'università; si sono conosciuti a un corso di teatro scolastico, lei interpretava Giulietta e lui Romeo; poche settimane dopo, Ethan cominciò a uscire con Claire LeDuc. Dopo la scuola i due si sposarono andando a vivere a Montréal, ma dopo dieci anni la relazione si è logorata. Ethan, insegnante elementare, si separa quando scopre l'infedeltà della moglie e torna a vivere a Toronto. Erica lo aiuta a trovare un appartamento in affitto nel suo stesso palazzo. Con il tempo lui ed Erica si innamorano, anche se il ragazzo vive molto male le pressioni della famiglia di lei.

- Julianne Giacomelli, interpretata da Reagan Pasternak, doppiata da Gemma Donati.
Responsabile del settore saggistica della casa editrice River Rock di Toronto, è molto esigente con i suoi sottoposti; tuttavia, dopo un iniziale periodo in cui sembra avere preso di punta Erica Strange, riconosce i suoi meriti e fa di tutto per promuoverla junior editor. Nella terza serie, lei ed Erica apriranno in società una nuova casa editrice.